# Radio Tirana International
Radio Tirana International (RTI; albanisch auch Radio Tirana Internacional; im Ausland als Radio Tirana bekannt) ist das Auslandsrundfunkprogramm der albanischen Rundfunkgesellschaft Radio Televizioni Shqiptar. Radio Tirana hat heute Redaktionen für die Sprachen Albanisch, Englisch, Französisch, Deutsch, Italienisch, Serbisch, Griechisch und Türkisch.

## Geschichte
Radio Tirana begann am 22. November 1964, ein regelmäßiges Auslandsrundfunkprogramm zu senden.
Zur Zeit des Kalten Krieges, in der Albanien international isoliert war, sendete Radio Tirana in bis zu 23 Sprachen. Die Sendungen bestanden damals aus der Propaganda der kommunistischen Regierung Albaniens, die sich sowohl gegen den Westen als auch gegen die Staaten des Ostblocks, mit denen Albanien weitgehend gebrochen hatte, richtete. 
Sendungen in deutscher Sprache gab es bereits in den 1950er Jahren, regelmäßig jedoch erst seit 1964. Die Sendeanlagen befanden sich in Flakka bei Shijak (Mittelwelle) sowie in Cërrik und Shijak (Kurzwelle).
In den früheren Jahren sendete man einfach als „Radio Tirana“. Später wurde das Auslandsprogramm als „Drittes Programm von Radio Tirana“ oder „Radio Tirana 3“ bezeichnet. Auf „Radio Tirana 3“ wird heute ein albanischsprachiges Programm für Albaner außerhalb der Landesgrenzen gesendet. Früher war dies ebenfalls Teil des Auslandsrundfunkprogramms.
Seit November 2008 gab es einen Livestream und einen Podcast, der von einem ehrenamtlich betrieben Projekt online bereitgestellt wurde. Dieser Stream war zuletzt von 2020 bis 2022 auf den Kurzwellenfrequenzen des Shortwaveservice in Kall Krekel zu empfangen. Seit 2023 findet keine Ausstrahlung der deutschen Sendung von Radio Tirana auf Kurzwelle mehr statt; das Programm ist nur im Internet empfangbar.

## Sendeanlagen
Die Ausstrahlung auf Mittel- und Kurzwelle wurden Ende März 2017 eingestellt, mitunter weil die Sendeanlagen in sehr schlechtem Zustand waren. Alle Sprachprogramme werden jetzt über das Internet via die Website von Radio Televizioni Shqiptar gesendet. Einige Sendungen wurden vom „Verbreitung über den Anbieter Shortwaveservice“ in der Eifel verbreitet.
Seit Anfang der 1990 wurden die Sendeanlagen für Mittel- und Kurzwelle an ausländische Programmveranstalter vermietet, darunter über längere Zeit auch an die Deutsche Welle. Seit 2004 wurde die Kurzwellensendeanlage im zentralalbanischen Cërrik komplett an den chinesischen Staat vermietet. Nachdem die Sendetechnik komplett erneuert worden war, werden zahlreiche Programme von China Radio International für Europa, Afrika und Amerika von der Anlage abgestrahlt, darunter auch das Programm in deutscher Sprache. Der Mietvertrag für die Sendeanlage in Cërrik läuft 2019 aus, und eine Verlängerung erscheint als eher unwahrscheinlich.  
Einige Sendungen von Radio Tirana International werden heute von den Sendeanlagen von Radio Miami International (WRMI) in Okeechobee ausgestrahlt. Derzeit betrifft dies die englischsprachige Sendung, welche von 22:30 bis 23:00 Uhr (UTC) auf der Frequenz 15770,0 kHz zu hören ist. 